# Lech Cup
Lech Cup (Puchar Lecha) – cykliczne rozgrywki piłkarskie, organizowane corocznie przez Lech Poznań dla młodych piłkarzy do 12 lat, którzy są w trakcie rozwijania swoich umiejętności. Pierwsza edycja turnieju z 2006 pod nazwą Ogólnopolski Turniej Piłki Nożnej Żaków Bloch Cup 2006 wygrał SKS Poznańska 13 przed Wartą Poznań. Od 2007 został przemianowany na międzynarodowy.

## Zwycięzcy
| Rok  | Zwycięzca                           | 2.miejsce                           | 3.miejsce                           |
| ---- | ----------------------------------- | ----------------------------------- | ----------------------------------- |
| 2022 | Chelsea F.C.                        | KRC Genk                            | Lech Poznań                         |
| 2021 | Szachtar Donieck                    | Sporting CP                         | Lech Poznań                         |
| 2020 | odwołane z powodu pandemii COVID-19 | odwołane z powodu pandemii COVID-19 | odwołane z powodu pandemii COVID-19 |
| 2019 | RB Leipzig                          | KRC Genk                            | Lech Poznań                         |
| 2018 | Slavia Praga                        | Hertha BSC                          | Lech Poznań                         |
| 2017 | Lech Poznań                         | Chelsea F.C.                        | Manchester City F.C.                |
| 2016 | Bayern Monachium                    | RSC Anderlecht                      | Manchester City F.C.                |
| 2015 | Hertha BSC                          | Juventus F.C.                       | RSC Anderlecht                      |
| 2014 | Hertha BSC                          | Sporting CP                         | FC Schalke 04                       |
| 2013 | Hertha BSC                          | Chelsea F.C.                        | Lech Poznań                         |
| 2012 | Dinamo Zagrzeb                      | Borussia Dortmund                   | FC Barcelona                        |
| 2011 | FC Barcelona                        | Sporting CP                         | Dinamo Zagrzeb                      |
| 2010 | Hertha BSC                          | Sporting CP                         | HSV                                 |
| 2009 | HSV                                 | Hertha BSC                          | Tottenham Hotspur                   |
| 2008 | Slavia Praga                        | Villarreal CF                       | Hertha BSC                          |
| 2007 | Slava Praga                         | Brøndby IF                          | Everton F.C.                        |
| 2006 | SKS Poznańska 13                    | Warta Poznań                        | Salos Szczecin                      |